# مصطفى محسن
مصطفى محسن، (ولد في 25 مارس 1947 في آسفي، المغرب) عالم اجتماع، كاتب ومفكر مغربي، مهتم بقضايا التربية والثقافة والتنمية ويعمل حالياً أستاذاً بمركز التوجيه والتخطيط التربوي. يعتبر من أهم العاملين في مجال علم الاجتماع وعلاقاته بعلوم التربية في المغرب والمنطقة العربية.

## سيرته
اشتغل أستاذا باحثا في سوسيولوجيا التربية والشغل والتنمية بمركز التوجيه والتخطيط التربوي - الرباط، وأيضا أستاذا متعاونا مع بعض الكليات ومؤسسات تكوين الأطر التربوية العليا. مصطفى محسن عضو مؤسس، أو مشارك في أنشطة عدة هيئات ومؤتمرات ومنظمات وطنية وإقليمية ودولية، حكومية وغير حكومية، مثل: الجمعية المغربية لعلم الاجتماع، المؤتمر التأسيسي للفضاء المغاربي والمؤتمر القومي العربي.
له العديد من الدراسات والمقالات والحوارات والأبحاث والمؤلفات الفردية أو المشتركة. وهي أعمال ينطلق فيها كلها من هدف جعلها تأسيسية متميزة. وذلك حين يحاول إقامتها على ما يسميه بـ منظور النقد المتعدد الأبعاد بما هو مرجعية فكرية ومنهجية مؤطرة وموجهة لمشروع الباحث برمته، وبما هو أيضا نقد إبستمولوجي وسوسيولوجي وحضاري حواري وتكاملي منفتح للذات (النحن)، وللآخر (الغربي المغاير)، وللسياق الحضاري باعتباره لحظة تاريخية لتبادلهما وتفاعلهما على كافة الصعد والمستويات. غير أنه، إذ يؤكد على نوعية واستقلالية مشروعه الفكري هذا، فإنه يلح، في نفس الآن، على ضرورة النظر إليه في شرطيته السوسيوتاريخية الشمولية، أي على أنه جزء من كل، أي كأحد روافد  حركة نقد عربي فكري وثقافي وحضاري معاصر أوسع وأكثر تمايزا في الأهداف والرهانات والخلفيات والرؤى والنماذج الإرشادية الموجهة... إلا أنها تسعى كلها إلى المساهمة الفاعلة المنتجة في التأسيس الجماعي لفكر عربي حداثي ديمقراطي حواري مؤصل، وإلى تشكيل وعي وثقافة جديدين، وإلى بناء إنسان جديد ومجتمع جدارة جديد.

## مؤلفاته

### إصدارات فردية
- الإطار السوسيولوجي العام للنظام التربوي، سلسلة من أجل كتاب تربوي نفسي واجتماعي مغرب، منشورات مجلة التربية والتعليم، الرباط، ملحق بالعدد 17، الطبعة الأولى، 1990.[3]
- في المسألة التربوية: نحو منظور سوسيولوجي منفتح، شركة بال للطباعة والنشر والتوزيع، الرباط، الطبعة الأولى، 1992. الطبعة الثانية: المركز الثقافي العربي، الدارالبيضاء– بيروت، 2002.
- المعرفة والمؤسسة: مساهمة في التحليل السوسيولوجي للخطاب الفلسفي المدرسي في المغرب ، دار الطليعة، بيروت، الطبعة الأولى، 1993.
- الخطاب الإصلاحي التربوي بين أسئلة الأزمة وتحديات التحول الحضاري: رؤية سوسيولوجية نقدية، المركز الثقافي العربي، الدار البيضاء – بيروت، الطبعة الأولى، 1999.
- التعريب والتنمية، منشورات وكالة شراع لخدمات الإعلام والاتصال، طنجة، سلسلة من أجل مجتمع مغربي قارئ، العدد 56، الطبعة الأولى، يونيو 1999.
- قضية المرأة وتحديات التعليم والتنمية البشرية ، منشورات رمسيس، الرباط، سلسلة المعرفة للجميع، العدد 15، الطبعة الأولى، 2000.
- أسئلة التحديث في الخطاب التربوي بالمغرب: الأصول والامتدادات، المركز الثقافي العربي، الدارالبيضاء– بيروت، الطبعة الأولى، 2001.
- التربية وتحولات عصر العولمة: مداخل للنقد والاستشراف، المركز الثقافي العربي، الدار البيضاء – بيروت، الطبعة الأولى، 2005.
- نحن والتنوير: عن الفلسفة والمؤسسة ورهانات التنمية والتحديث وتكوين الإنسان في أفق الألفية الثالثة، المؤسسة الجامعة للدراسات والنشر والتوزيع، بيروت، الطبعة الأولى، 2006.
- تجليات من ذاكرة عشق للوطن والشوق، (نصوص شعرية)، دار مجدلاوي للنشر والتوزيع، عمان،  (الأردن)، الطبعة الأولى، 2006، الطبعة الثانية، 2008.
- في التنمية السياسية: مقدمات في سوسيولوجيا الإصلاح والتحديث والتحول الديمقراطي في المغرب المعاصر، سلسلة دفاتر وجهة نظر، الرباط، العدد 11، الطبعة الأولى، 2007.
- مدرسة المستقبل: رهان الإصلاح التربوي في عالم متغير، منشورات الزمن، الرباط، سلسلة شرفات رقم 26، الطبعة الأولى، 2009.
- رهانات تنموية: رؤى سوسيوتربوية وثقافية نقدية، منشورات الزمن، الرباط، سلسلة شرفات، العدد 33" الطبعة الأولى، 2011.
- بيان في الثورة: هوامش سوسيولوجية على متن الربيع العربي، منشورات ضفاف، بيروت / دار الأمان، الرباط / منشورات الاختلاف، الجزائر، الطبعة الأولى، 2012.
- البحوث الاجتماعية وتحديات التنمية: قضايا في المناهج والسياسات وآليات الاشتغال (مداخل سوسيو معرفية نقدية)، مركز الدراسات والبحوث الإنسانية والاجتماعية بوجدة، سلسلة "دفاتر المركز-5"، الطبعة الأولى،2013
- جدل السوسيولوجيا والسياسة وحوار النظرية والممارسة في فكر ومسار محمد جسوس محاولة في التعريف والاعتراف، منشورات الزمن، الرباط، سلسلة شرفات رقم 61، الطبعة الأولى، أكتوبر 2015.
- الخطاب السوسيولوجي: شروط التكوين وآليات إنتاج المعرفة (نحو منظور نقدي تكاملي)، المركز الثقافي العربي، الدار البيضاء – بيروت، الطبعة الأولى، 2015 .
- في البدء كان الانتفاض: الحراك الثوري العربي بين خيارات الشعوب وحسابات النخب ومتاهات التحول الديمقراطي (حوار نقدي مفتوح)، منشورات ضفاف، بيروت / دار الأمان، الرباط /كلمة للنشر والتوزيع، تونس/ منشورات الاختلاف، الجزائر، الطبعة الأولى،2016.
- العلوم الاجتماعية والتنمية الإنسانية،(تكوين المربين نموذجا)، محاضرات كلية الآداب والعلوم الإنسانية، جامعة ابن طفيل، القنيطرة، منشورات الكلية، العدد الأول، 2018 .
- في الثقافة والاختلاف: نحو مقاربة سوسيوثقافية نقدية للمسألة النسائية، المركز الثقافي للكتاب، الدارالبيضاء- بيروت، الطبعة الأولى، 2018 .
- في سوسيولوجيا الكتابة والتلقي : خطاب المقدمات نموذجا، عالم الكتب الجــديد، إربد، الأردن، الطبعة الأولى، 2020 .
- السلام والعيش المشترك : في أنسنة التربية على ثقافة السلام، المركز الثقافي للكتاب، الدارالبيضاء- بيروت، الطبعة الأولى، 2020 .
- " أوراق من زمن اللايقين:دروس الجائحة وتحديات وتحديات أنسنة العالم" منشورات مؤسسة مقاربات للنشر والصناعات الثقافية، فاس، حلقة الفكر المغربي، ساسلة القراءة المواطنة 18 الطبعة الأولى ، 2021.

### إصدارات جماعية
- سياسات تعريب التعليم بالمغرب: التطور، الواقع، والآفاق، (بالاشتراك مع مجموعة مؤلفين)، مقابلات من إعداد وإنجاز: نور الدين الطاهري، منشورات الفرقان، سلسلة الحوار، الدار البيضاء، الطبعة الأولى، 1993.
- الشباب والمجتمع في البلدان المغاربية، (بالاشتراك مع مجموعة باحثين في أعمال ندوة)، منشورات مجلة التدريس، كلية علوم التربية، الرباط، الطبعة الأولى ،1993.
- الفكر الفلسفي بالمغرب المعاصر، (بالاشتراك مع مجموعة باحثين في أعمال ندوة)، منشورات كلية الآداب والعلوم الإنسانية بالرباط،  سلسلة ندوات ومناظرات، رقم 23، الطبعة الأولى ،1993 .
- الشباب ومشكلات الاندماج، (بالاشتراك مع مجموعة باحثين في أعمال مائدة مستديرة)، منشورات كلية الآداب والعلوم الإنسانية بالرباط، سلسلة ندوات ومناظرات،  رقم 49، الطبعة الأولى، 1995.
- اندماج الشباب وقضايا الهوية، (بالاشتراك مع مجموعة باحثين في أعمال مائدة مستديرة)، منشورات كلية الآداب والعلوم الإنسانية بالرباط، سلسلة ندوات ومناظرات رقم 54، الطبعة الأولى، 1996.
- الطفل والتنمية، (بالاشتراك مع مجموعة باحثين في أعمال مائدة مستديرة)، منشورات كلية الآداب والعلوم الإنسانية بالرباط، سلسلة ندوات ومناظرات، رقم 67، الطبعة الأولى، سلسلة ندوات ومناظرات، رقم 74، الطبعة الأولى، 1997.
- في الثقافة والفلسفة: دراسات مهداة إلى الأستاذ أحمد السطاتي، (بالاشتراك مع مجموعة باحثين)، منشورات كلية الآداب والعلوم الإنسانية بالرباط، سلسلة ندوات ومناظرات، رقم 74، الطبعة الأولى، 1997.
- المناهج الدراسية بين التخطيط والتقويم، (بالاشتراك مع مجموعة باحثين في أعمال ندوة)، كلية علوم التربية بالرباط (14 – 17 أبريل 1993)، منشورات مجلة» التدريس«، كلية علوم التربية، الرباط، (د.ت).
- دور المنظمات غير الحكومية في تحسين وضع المرأة، (بالاشتراك مع مجموعة باحثين في أعمال دورة تكوينية)، منشورات خلية التربية السكانية بكلية علوم التربية بالرباط، بالتعاون مع صندوق الأمم المتحدة للأنشطة السكانية، 1997.
- السكان والتنمية بالمغرب، (بالاشتراك مع مجموعة باحثين في أعمال مائدة مستديرة)، منشورات خلية التربية السكانية بكلية علوم التربية بالرباط، بالتعاون مع صندوق الأمم المتحدة للأنشطة السكانية: (F.N.U.A.P.)، 1997.

- الجهة بالمغرب : تشييد جماعة محلية، (بالاشتراك مع مجموعة باحثين)، منشورات» المجلة المغربية للإدارة المحلية والتنمية«، الرباط، سلسلة» مواضيع الساعة«رقم 16، الطبعة الأولى، 1998.
- إسهام شبكة الخبراء في تشخيص وطرق إصلاح نظام التربية والتكوين، المملكة المغربية، » اللجنة الخاصة بالتربية والتكوين«، المجلد الثالث، (وثيقة 8 على 9)، الرباط، غشت 2000.
- الفلسفة، الذاكرة والمؤسسة، (بالاشتراك مع مجموعة باحثين في وقائع ملتقى وهران: 14 – 15 أكتوبر 2002)، منشورات مركز البحث في الأنثروبولوجيا الاجتماعية والثقافية: (C.R.A.S.C)، وهران، الجزائر، الطبعة الأولى، 2004.

- الندوة الإقليمية الأولى حول التربية والشباب والمواطنة، المنظمة بالتعاون بين (مركز الدراسات والبحوث الاقتصادية والاجتماعية بتونس)، و (الجمعية التونسية للدراسات حول ثقافة الشباب)، و (برنامج منح وأبحاث الشرق الأوسط بالقاهرة)، تونس، (17-19/07/2004).
- العولمة والنظام العالمي الجديد، (بالاشتراك مع مجموعة باحثين)، مركز دراسات الوحدة العربية، بيروت، سلسلة» كتب المستقبل العربي«، رقم 38، الطبعة الأولى، 2004.
- التربية والتنوير: في تنمية المجتمع العربي، (بالاشتراك مع مجموعة باحثين)، مركز دراسات الوحدة العربية، بيروت، سلسلة» كتب المستقبل العربي«،  رقم 39، الطبعة الأولى، 2005.
- علم النفس وعالم الشغل، (بالاشتراك مع مجموعة باحثين في أعمال مادة مستديرة)، منشورات كلية الآداب والعلوم الإنسانية –أكدال، الرباط، سلسلة» ندوات ومناظرات«، رقم 142، الطبعة الأولى، 2007.
- البيئة المجتمعية للعمل : مقاربات نفسية -اجتماعية، (بالاشتراك مع مجموعة باحثين في أعمال مادة مستديرة)، منشورات كلية الآداب والعلوم الإنسانية –أكدال، الرباط، سلسلة» ندوات ومناظرات«، رقم 161، الطبعة الأولى، 2009.
- حوارات ما بعد الثورة، (...)، حوارات مع فعاليات فكرية وسياسية، منشورات (مركز نماء للبحوث والدراسات)، بيروت، الطبعة الأولى، 2012
- التاريخ المحلي والذاكرة بالمغرب،(بالاشتراك مع مجموعة باحثين في أشغال ندوة فكرية وطنية بآسفي)، إعداد ونشر: » جمعية آسفي للبحث في التراث الديني والتاريخي والفني «، آسفي، الطبعة الأولى، شتنبر 2014.
- سوسيولوجية المجتمع المغربي، تنسيق : ذ. محمد الدرويش، منشورات (فكر)، الرباط، الطبعة الأولى، 2015 .
- جدلية السلطة والمجتمع : مدخل إلى سوسيولوجيا إدريس بنسعيد»، دراسات ، تنسيق : د. عبد الرحيم العطري ود. عبد الغني زياني، سلسلة (تجارب سوسيولوجية)، الكتاب الرابع ، منشورات: مقاربات للنشر والصناعات الثقافية ، فاس ، الطبعة الأولى ، 2018 .
- "علم النفس الإجتماعي في سياق المجتمع المغربي: شهادات ومداخلات وأبحاث حول  أعمال البروفيسور د. مصطفى حدية"،( بالإشتراك مع مجموعة باحثين في أشغال يوم دراسي بكلية الآداب بالرباط،في 21/11/2019)، منشورات ( مؤسسة باحثون...)تازة، الطبعة الأولى، 2021.

## إصدارات حول المؤلف ومشروعه الفكري
- نورالدين الزاهي : المدخل لعلم الاجتماع المغربي، منشورات دفاتر "وجهة نظر"، الرباط ، الطبعة الأولى ، 2011،
- عبد الرحمان بنونة : لذة الفكر وألم الواقع: (شهادات وكتابات حول نخبة من المفكرين والكتاب)، مكتبة السلام، الرباط ، الطبعة الأولى، 2012 .
- عبد الرحيم العطري : مدرسة القلق الفكري: (بورتريهات السوسيولوجيا المغربية)، منشورات اتحاد كتاب المغرب، الرباط، الطبعة الأولى، 2013 .
- رشيد جرموني : في النقد المتعدد الأبعاد قراءة أولية في المشروع الفكري للسوسيولوجي مصطفى محسن، كتاب ملحق بـمجلة مقاربات، فاس، العدد 15، 2014.

- كريدية إبراهيم: مصطفى محسن: مثقف مشرق في زمن الأفول، منشورات "جمعية آسفي للبحث في التراث الديني والتاريخي  والفني"، آسفي ، الطبعة الأولى، 2014 .
- : «نحو سوسيولوجيا نقدية للتربية والثقافة والتنمية : قراءات في فكر وأعمال عالم الاجتماع (مصطفى محسن)»، تأليف مشترك. تنسيق: حسن علوض، خالدامجيدي، رشيد جرموني، تقديم: عبد الرحيم العطري، مراجعة وتصدير: عبد الكريم غريب. منشورات عالم التربية، الجديدة، المغرب، مطبعة النجاح الجديدة، الدارالبيضاء، الطبعة الأولى، 2015.
- الباراديغم النقدي : مدخل إلى سوسيولوجيا مصطفى محسن، مجموعة مؤلفين، تنسيق عبد الرحيم العطري وعبد الغني زياني، سلسلة تجارب سوسيولوجية ، الكتاب الخامس، منشورات : مقاربات للنشر والصناعات الثقافية ، فاس ، الطبعة الأولى ، 2018.
- MOSTAFA MOHSINE .Fondateur d’une Sociologie Critique ,Essais et témoignages - Coordination de Elmostafa Haddiya - Ed . Rabat – net
- مصطفى محسن : استنارة فكر ونبل رسالة وشموخ قيم (خطابات للتكريم والاعتراف). مجموعة مؤلفين.إعداد وتنسيق: عبد العزيز سنهجي، حسن علوض/ عبد المجيد الوكيلي/ تصدير : د. إدريس بنسعيد): ، منشورات شمس برينت، الرباط، الطبعة الأولى ، 2019 .
- حسن علوض:"التنمية أفقا للتفكير: دراسة في سوسيولوجيا مصطفى محسن"، مطبعة شمس برينيت،سلا، الطبهة الأولى، 2021.